# Il guardiano (film 1998)
Il guardiano è un cortometraggio del 1998 diretto da Enrico Pitzianti. Nel 1999 vince il premio qualità del MIBACT